# Do The B-side
Do The B-side es una compilación de lados B de la banda japonesa Do As Infinity, lanzado al mercado el día 23 de septiembre del año 2004 bajo el sello avex trax.

## Detalles
El álbum contiene casi todos los lados B presentes en todos los sencillos de la banda desde su trabajo debut "Tangerine Dream" hasta "Hiiragi".
Las fotografías para el álbum fueron tomadas en la ciudad de Nueva York, donde también fue grabado el video musical de "BEE FREE", tema exclusivo presente sólo en primeras ediciones del álbum en un CD que venía de bonus con una polera.

## Lista de canciones

### CD1
1. Wings
2. Sariyuku Yuube (散り行く夕辺?)
3. sell...
4. Glasses
5. My wish - My life
6. CARNAVAL
7. Signal (シグナル?)
8. Tzurezure Naru Mama ni (徒然なるままに?)
9. Remember the hill
10. What you gonna do?

### CD2
1. BE FREE

- Datos: Q1323610